# Hugo Sempilius

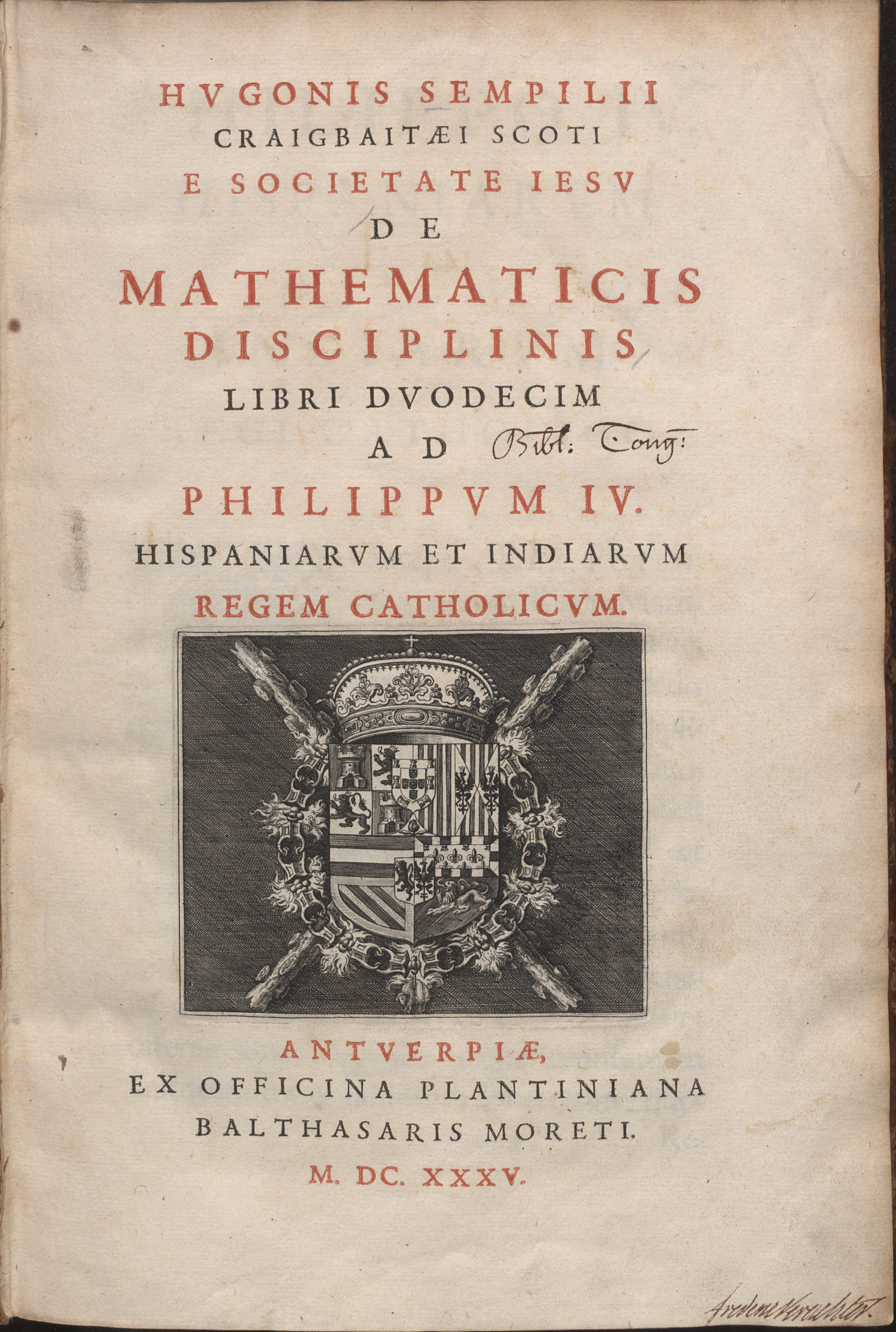
De mathematicis disciplinis, 1635

Hugo Sempilius (auch Simpelius, englisch Hugh Sempill oder Semple; * zwischen 1594 und 1596 in Craigevar, Schottland; † 29. September 1654 in Madrid) war ein schottischer Jesuit und Mathematiker.
Sempilius trat 1615 dem Jesuitenorden bei und lehrte Mathematik am schottischen Kolleg der Jesuiten in Madrid (Colegio Imperial de Madrid) und war zum Zeitpunkt seines Todes Rektor des Kollegs.
Er verfasste eine zu ihrer Zeit viel beachtete Sammlung von biographischen Angaben zu einer Vielzahl von Mathematikern und ihrem Werk von der Antike bis auf seine Zeit in 12 Bänden (De mathematicis disciplinis libri duodecim, 1635). Deshalb ist er vor allem als Mathematikhistoriker bedeutend.
Der Mondkrater Simpelius ist nach ihm benannt.

## Schriften
- De Mathematicis Disciplinis Libri XII (Antwerpen 1635)
- Experientia Mathematica (Madrid 1642)
- Dictionarium Mathematicum (nicht vollendet)